# 兵庫県立但馬技術大学校
兵庫県立但馬技術大学校（ひょうごけんりつたじまぎじゅつだいがっこう）は、高度な知識・技能をもつ中堅技術者の養成、および地域住民の職業上又は生活上の知識・技能向上を目的に設置された施設である。「兵庫県立但馬技術大学校の設置及び管理に関する条例」（昭和57年12月18日条例第39号）に基づき設置された。
内部組織に職業能力開発校としての兵庫県立豊岡高等技術専門学院（ひょうごけんりつとよおかこうとうぎじゅつせんもんがくいん）を併設し、兵庫県立豊岡高等技術専門学院の各訓練科をもって兵庫県立但馬技術大学校の教育訓練科に充てている。

## 概要
大学校という名称を用いているが、職業訓練の施設としては、職業能力開発大学校や職業能力開発短期大学校が行う高度職業訓練ではなく、職業能力開発校が行う普通職業訓練を実施する。他の都道府県にはない特異な施設である。修業年限は2年。
本大学校は、(1)兵庫県立豊岡高等技術専門学院としての業務、(2)中堅技術者養成のための教育訓練、(3)地域住民のための公開講座等、(4)その他必要な業務を行う。

## 沿革
- 1983年（昭和58年）4月- 豊岡高等職業訓練校を改組して創立[4]。兵庫県立豊岡高等職業訓練校を兵庫県立但馬技術大学校の内部組織とする
- 1986年（昭和61年）4月- 兵庫県立豊岡高等職業訓練校を兵庫県立豊岡高等技術専門学院と改称する

## 所在地
- 兵庫県豊岡市九日市上町660番地の5

## 教育訓練科
就業年限は、2年間である。職業能力開発促進法に基づく普通職業訓練の普通課程であり、雇用保険の延長給付制度などの対象となる。
- 機械制御工学科 20名（兵庫県立豊岡高等技術専門学院のメカトロニクス科）
- 自動車工学科 30名（兵庫県立豊岡高等技術専門学院の自動車整備科）
- 建築工学科 30名（兵庫県立豊岡高等技術専門学院の建築設計科）
- 情報工学科 30名（兵庫県立豊岡高等技術専門学院のシステム設計科）

## 応募資格
「履修に必要な習得能力と意欲がある方」としているほか、機械制御工学科と情報工学科については学歴を不問としている。自動車工学科と建築工学科については、学校教育法による高等学校卒業資格等は必要としている。

## 入校の試験
一般入校試験と推薦入校試験とがある。一般入校試験は既卒者・学校卒業見込み者で、面接と学科を課せられる。学科は数学Iと国語（語句の知識・漢字の読み書き）。推薦入校試験もあり、高等学校卒業見込み者で、面接による。